# Andriej Niewzorow
Andriej Giennadjewicz Niewzorow, (ros. Андрей Геннадьевич Невзоров) (ur. 1 listopada 1889 r. w riazańskiej guberni w Rosji, zm. 30 kwietnia 1978 r. w Sydney) – rosyjski wojskowy (podpułkownik), dowódca kompanii 4 pułku Rosyjskiego Korpusu Ochronnego podczas II wojny światowej.
W 1913 r. ukończył szkołę piechoty w Wilnie. Brał udział w I wojnie światowej. Służył jako sztabskapitan w 98 pułku piechoty. Następnie dowodził 4 kompanią szkoły młodszych oficerów w Moskwie. Został odznaczony Orderem Św. Jerzego. Uczestniczył w walkach z bolszewikami w Moskwie w październiku 1917 r. Przystąpił do białych. Został dowódcą załogi samochodu pancernego w oddziale Kozaków dońskich. Następnie służył w 3 oddziale samochodów pancernych. Doszedł do stopnia podpułkownika. Po ewakuacji wojsk białych z Krymu do Gallipoli w listopadzie 1920 r., zamieszkał w Królestwie SHS. W okresie II wojny światowej podjął współpracę z Niemcami. Wstąpił do Rosyjskiego Korpusu Ochronnego, obejmując dowództwo kompanii 4 pułku. Po zakończeniu wojny wyemigrował do Australii. Wydawał pismo "Военная Быль", był autorem wspomnień z okresu wojny domowej w Rosji.